# Saïd Aouita
Saïd Aouita (arabiska: سعيد عويطة), född 2 november 1959 i Kénitra, är en marockansk före detta friidrottare som under 1980-talet tillhörde världseliten i medeldistanslöpning; mellan 1983 och 1990 vann han 115 av de totalt 119 tävlingar han ställde upp i.
Aouitas första internationella mästerskap var VM 1983 i Helsingfors där han blev bronsmedaljör på 1 500 meter. Han deltog vidare vid Olympiska sommarspelen 1984 i Los Angeles där han blev guldmedaljör på 5 000 meter.
Under 1985 slog Aouita Steve Crams världsrekord på 1 500 meter när han vid tävlingar i Berlin sprang på 3.29,46. Världsrekordet stod sig till 1992 då Noureddine Morceli slog det. Aouita slog även världsrekordet på 5 000 meter 1985 när han sprang på 13.00,40 i Oslo. 
Aouita deltog i VM 1987 i Rom där han sprang 5 000 meter och vann guld. Samma år förbättrade han även sitt världsrekord på distansen när han som första man sprang under 13 minuter, 12.58,39, vid tävlingar i Rom.
Vid Olympiska sommarspelen 1988 i Seoul ställde han upp på både 800 meter och 1 500 meter. På 800 meter blev det en bronsmedalj men en skada hindrade honom från att springa finalen på 1 500 meter. Under 1989 tog han VM-guld inomhus i Budapest (med tiden 7.47,54) och slog världsrekordet utomhus på 3 000 meter när han sprang på 7.29,45 vid en tävling i Köln. 
Aouita deltog även vid VM 1991 där han sprang 1 500 meter men slutade först på en elfte plats. Skador gjorde att han inte kunde delta vid Olympiska sommarspelen 1992. Han gjorde efter detta flera försök till comeback utan att lyckas.
Efter sin aktiva karriär har Aouita arbetat som friidrottstränare och kommentator.